# Научни консензус
Научни консензус је опште прихваћено мишљење, став и мишљење већине или велике већине научника у одређеној области проучавања у било ком одређеном тренутку.
Консензус се постиже кроз научну комуникацију на конференцијама, након процеса објављивања, реплика репродуктивних резултата од стране других, научних дебата, и рецензије од стране колега. Конференција која треба да створи консензус назива се консензусна конференција.
На основу научно постигнутог консензуса настају ситуације у којима доносиоци консензуса унутар дисциплине често могу препознати такав консензус тамо где он постоји. Међутим, саопштавање аутсајдерима да је постигнут консензус може бити тешко, јер „нормалне“ дебате кроз које наука напредује могу изгледати аутсајдерима као оспоравање.
Повремено, научни институти издају изјаве о ставовима које имају за циљ да пренесу сажетак науке од „изнутра“ ка „споља“ научне заједнице, или могу бити објављени консензус прегледни чланци или истраживања. У случајевима када постоји мало контроверзи у вези са предметом који се проучава, успостављање консензуса може бити прилично једноставно.
Популарна или политичка дебата о темама које су  контроверзне у јавној сфери, али не нужно и контроверзне у научној заједници, могу резултовати научним консензусом: као што су нпр. теме о еволуцији, климатским променама, безбедности генетски модификованих организама, или теме о недостатку везе између ММР вакцинације и аутизма.

## Дефиниција и веровање у консензус
Постоје безбројни примери када су људи у великој већини — можда чак и једногласно — веровали да је нешто истинито или валидно, али су им грубе истине стварности доказале да нису у праву. Чињеница да је постојао консензус није учинила ништа да промени исход онога што је Универзум на крају испоручио. Зато се, можда, без обзира на политику консензуса, можемо сложити са дефиницијом „консензуса“ Маргарет Тачер као прилично прљаве речи: 
Консензус је процес напуштања свих веровања, принципа, вредности и политика у потрази за нечим у шта нико не верује, али чему се нико не противи; процес избегавања самих питања која се морају решити, само зато што не можете постићи договор о будућем путу. Који би велики циљ био вођен и добијен под заставом: „Залажем се за консензус?
Заиста, када групе људи са различитим интересима (или, можда, политичари посебно) говоре о консензусу, они говоре о томе да се људи сложе око правца деловања са којим сви могу нормално да живе.